# Tramvaje Škoda

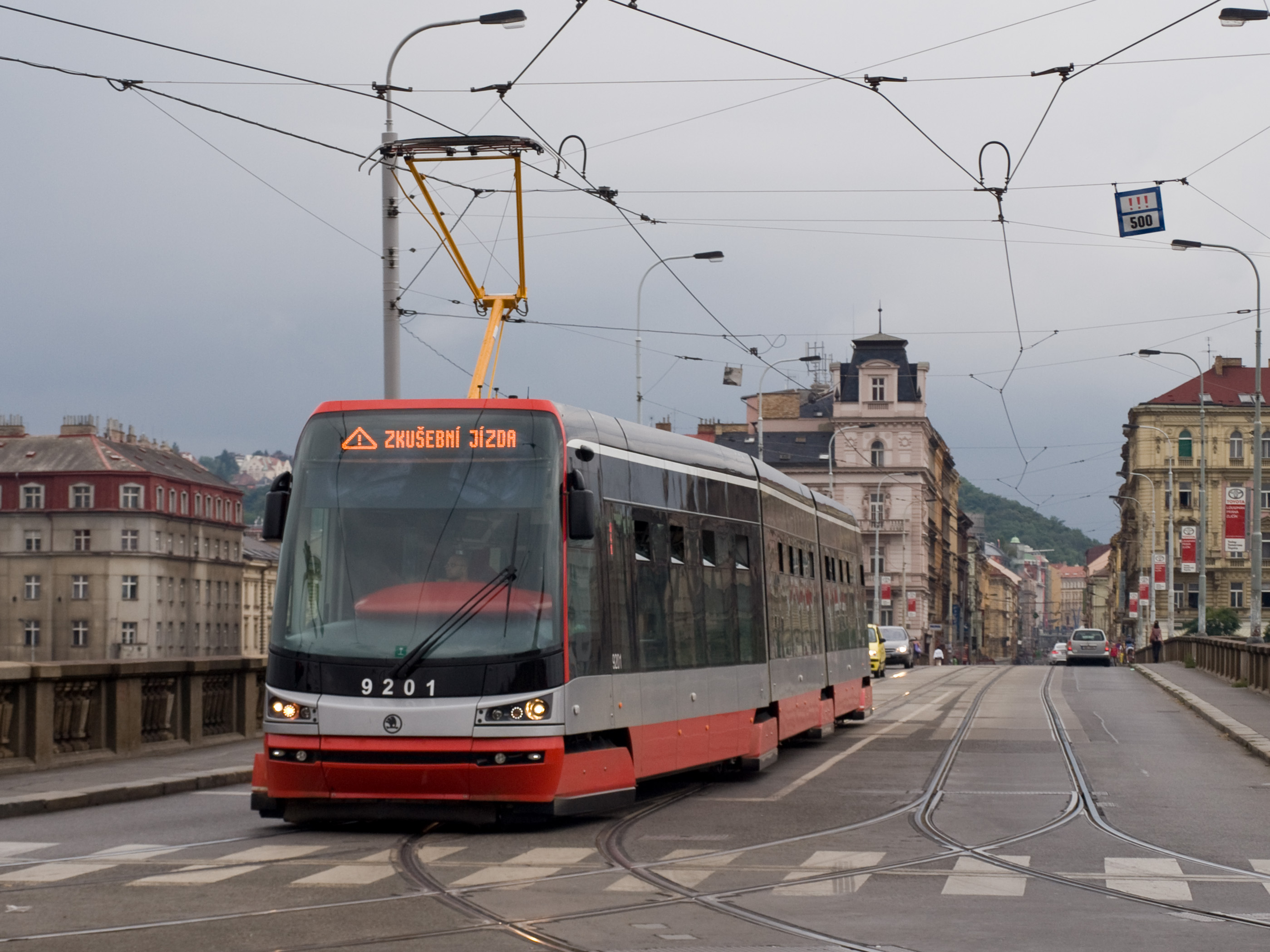
Škoda 15T z roku 2009 v Praze

Tramvaje vyrábí plzeňská firma Škoda Transportation od roku 1997, přičemž již dva roky předtím začala provádět kompletní modernizace starších tramvají pro české dopravní podniky (tovární typy Škoda 01T a 02T). Prvním vlastním tramvajovým vozidlem byla částečně nízkopodlažní „Astra“ (Škoda 03T) s asynchronním pohonem, která se během následujících let rozšířila po celém Česku. Nejnověji vyráběnými modely jsou tramvaje řady Škoda ForCity.

## Historický přehled
Na výrobě tramvají se plzeňská Škoda podílela již mezi lety 1922 a 1954, kdy vyráběla elektrické výzbroje či její komponenty (elektromotory či kontroléry) pro tramvaje jiných výrobců. Jednalo se např. o vozidla v Brně (tramvaje jednoho typu dodávané Královopolskou strojírnou v letech 1926–1946 zde byly podle elektrické výzbroje přezdívány „škodovky“, výzbroj Škoda měly rovněž „plecháče“ typu 4MT z let 1950–1954), jihlavskou tramvaj č. 5 z roku 1934, velké množství elektrických vozů v Praze dodávaných od 20. let 20. století do roku 1942 (Škoda se na dodávkách dělila s ČKD), či tramvaje typu 6MT vyráběné v letech 1952 a 1953 pro československé úzkorozchodné tramvajové provozy.
K samostatné výrobě tramvajových vozů došlo až v 90. letech 20. století. Tehdy byla založena dceřiná společnost Škoda Dopravní technika (v roce 2004 přejmenovaná na Škoda Transportation), která ve druhé polovině desetiletí realizovala celkové modernizace starších tramvají Tatra T3 pro plzeňský a liberecký dopravní podnik. S firmou Inekon zároveň probíhal vývoj vlastního typu tramvaje. Prototyp tříčlánkového, částečně nízkopodlažního vozidla Škoda Inekon LTM 10.08 „Astra“ (v pozdějším továrním označení výrobce Škoda 03T) byl představen v roce 1997. Tramvaje 03T byly zakoupeny pěti ze sedmi dopravních podniků, které v Česku provozují tramvajovou dopravu. Její obousměrná verze 10T byla na začátku 21. století exportována do USA, kde od roku 2009 měla probíhat licenční výroba.
V roce 2003 byl vyroben jediný prototyp pětičlánkové tramvaje 05T „Vektra“, ze které byl v polovině prvního desetiletí 21. století odvozen typ 14T pro Prahu s designem čel od firmy Porsche Design Group. Stejný vzhled mají i modifikované tramvaje 13T pro Brno a 16T a obousměrná 19T pro polskou Vratislav. Dalším exportním úspěchem Škody byla dodávka devíti obousměrných vozů 06T do Itálie v letech 2006 a 2007.
V roce 2008 byl vyroben funkční vzorek tramvaje zcela nové koncepce, 100% nízkopodlažní, s koly spojenými nápravnicemi – typu Škoda 15T „ForCity“ – jichž si Dopravní podnik hl. m. Prahy objednal 250 kusů. Stejný typ v částečné modifikaci zakoupil i dopravní podnik z lotyšské Rigy.
Další typy 26T a 28T byly od roku 2013 dodávány do maďarského Miskolce, respektive do turecké Konyi, modely 29T a 30T jezdí od roku 2015 v Bratislavě. V roce 2018 byl dodán bateriový typ 18T do tureckého Eskišehiru.
V roce 2015 koupila Škoda Transportation většinový podíl ve finské společnosti Transtech, v jejímž závodě byla na podzim téhož roku vyrobena první tramvaj Škoda Artic určená pro Helsinky. Dva prototypy Articu vznikly v TransTechu již v roce 2013. Tyto 2 pak byly prodány do německého Schöneiche, které si v roce 2019 objednalo jednu navíc.
Další tramvají pro Německo, konkrétně Chemnitz, byl v roce 2019 typ 35T ForCity Classic. V roce 2020 byly aktuální zakázky na výrobu typu ForCity Smart pro německý Bonn, společný dopravní podnik pro Mannheim, Ludwigshafen a Heidelberg, a také pro Ostravu (Škoda 39T) a Plzeň (Škoda 40T). Další tramvaje typu Artic byly objednány pro finské Helsinky a Tampere.
V lednu 2024 byl představen nový typ Škoda 52T ForCity Plus pro DP hlavního města Prahy, přičemž prvních 40 tramvají ze 200 bude dle smlouvy předáno mezi lety 2025 a 2026.

## Značení typů tramvají
Tramvaje vyráběné Škodou mají typické označení podobné značení jiných vozidel vyráběných touto skupinou. Označení se skládá z pořadového čísla typu tak, jak byly postupně navrženy a vyvíjeny, a písmena „T“ (značící tramvaj). První typ je tedy značen jako Škoda 01T, zatím nejvyšší číslo má Škoda 52T.
Za písmenem „T“ se nachází číslo výrobní série, přičemž tyto série se mezi sebou často v detailech (ale i podstatnějších komponentech) odlišují. Číslice 0 je využívána pro prototypy (např. Škoda 03T0), běžné série začínají číslem 1 (např. Škoda 03T1 až Škoda 03T7).
Vedle továrního označení mají tramvaje ze Škody většinou také obchodní názvy, případně i další označení dle Průkazu způsobilosti, který je v Česku vydáván Drážním úřadem. První nový typ tramvají Škoda byl původně značen jako Škoda Inekon LTM 10.08 a obdržel obchodní název Astra. Později bylo výrobní označení změněno na typ Škoda 03T (obousměrná verze 10T) a rovněž obchodní název byl u dodávek pro Brno změněn na jméno Anitra. Osamocený prototyp 05T získal jméno Vektra. Tramvaje shodné koncepce s pevnými, neotočnými podvozky dostaly na jaře 2008 souhrnné jméno Elektra – jednalo se jak o typy 03T, 06T a 10T, tak designově odlišné typy 13T, 14T, 16T a 19T. Tehdy byl totiž představen technicky odlišný vůz 15T, který byl pojmenován ForCity.
Na jaře 2014 oznámila Škoda Transportation změnu v používání obchodních názvů vozidel a jejich rozšíření, neboť jména jsou pro veřejnost vhodnější než číselná tovární označení. U částečně nízkopodlažních tramvají rodiny Elektra s pevnými podvozky zůstalo označení zachováno. Typ 15T ForCity (plně nízkopodlažní, s koly spojenými nápravnicemi) je od té doby značen jako ForCity Alfa. Novější typy byly rozděleny rovněž podle konstrukce: plně nízkopodlažní vozidla s pevnými podvozky (26T, 28T) získala název ForCity Classic a částečně nízkopodlažní tramvaje s kombinací otočných a pevných podvozků (29T, 30T) byla pojmenována ForCity Plus. Typ Artic obdržel obchodní název ForCity Smart.

## Seznam typů tramvají
| Typ       | Obrázek                                          | Série      | Obchodní jméno         | Jiné typové označení                  | Stát                  | Město                                          | Roky výroby    | Počet kusů | Poznámky                                                                        | Zdroj                                     |
| --------- | ------------------------------------------------ | ---------- | ---------------------- | ------------------------------------- | --------------------- | ---------------------------------------------- | -------------- | ---------- | ------------------------------------------------------------------------------- | ----------------------------------------- |
| 01T       | Tramvaj Škoda 01T v Mykolajivu (původně z Plzně) | 0–4        | —                      | T3M.01, T3M.02, T3M.03 T3M.05, T3M.06 | Česko                 | Plzeň                                          | 1995–1999      | 26         | modernizace tramvají Tatra T3                                                   | [ 31 ] [ 32 ] [ 33 ]                      |
| 02T       | Tramvaj Škoda 02T v Liberci                      | 1, 2       | —                      | T3M.04                                | Česko                 | Liberec                                        | 1996–1999      | 20         | modernizace tramvají Tatra T3                                                   | [ 34 ] [ 35 ] [ 36 ]                      |
| 03T       | Tramvaj Škoda 03T z roku 2001 v Ostravě          | 0–7        | Astra, Anitra, Elektra | LTM 10.08                             | Česko                 | Brno, Most – Litvínov, Olomouc, Ostrava, Plzeň | 1997–2005      | 48         |                                                                                 | [ 37 ] [ 38 ] [ 39 ] [ 40 ] [ 41 ] [ 42 ] |
| 05T       | Tramvaj Škoda 05T z roku 2003 v Plzni            | 0          | Vektra                 | —                                     | Česko                 | —                                              | 2003           | 1          | pouze prototyp                                                                  | [ 43 ]                                    |
| 06T       | Tramvaj Škoda 06T z roku 2006 v Cagliari         | 0, 1       | Elektra                | —                                     | Itálie                | Cagliari                                       | 2006–2007      | 9          | obousměrný typ                                                                  | [ 10 ]                                    |
| 10T       | Tramvaj Škoda 10T z roku 2001 v Portlandu        | 0–2 3 (l.) | Elektra                | —                                     | USA                   | Portland, Tacoma                               | 2001–2002 2009 | 10 1       | obousměrný typ licenční výroba měla probíhat v USA, vyroben byl pouze jeden vůz | [ 8 ]                                     |
| 13T       | Škoda 13T z roku 2009 v Brně                     | 0–6        | Elektra                | —                                     | Česko                 | Brno                                           | 2007–2016      | 49         |                                                                                 | [ 44 ]                                    |
| 14T       | Škoda 14T z roku 2008 v Praze                    |            | Elektra                | —                                     | Česko                 | Praha                                          | 2005–2009      | 60         |                                                                                 | [ 45 ]                                    |
| 15T       | Škoda 15T z roku 2011 v Rize                     | 0–7        | ForCity Alfa           | —                                     | Česko                 | Praha                                          | 2008–2018      | 251        |                                                                                 | [ 46 ] [ 47 ]                             |
| 15T       | Škoda 15T z roku 2011 v Rize                     |            | ForCity Alfa           | —                                     | Čína                  | —                                              | 2014           | 1          | licenční výroba jednoho prototypového vozu v Číně                               |                                           |
| 15T       |                                                  | 0–2        | ForCity Alfa           | —                                     | Lotyšsko              | Riga                                           | 2010–2018      | 46         |                                                                                 | [ 48 ]                                    |
| 16T       | Škoda 16T z roku 2006 ve Vratislavi              |            | Elektra                | —                                     | Polsko                | Vratislav                                      | 2006–2007      | 17         |                                                                                 | [ 49 ]                                    |
| 18T       |                                                  |            | ForCity Classic        | —                                     | Turecko               | Eskišehir                                      | 2018           | 14         |                                                                                 | [ 17 ] [ 50 ]                             |
| 19T       | Škoda 19T z roku 2011 ve Vratislavi              |            | Elektra                | —                                     | Polsko                | Vratislav                                      | 2010–2011      | 31         | obousměrný typ                                                                  | [ 51 ]                                    |
| 26T       | Škoda 26T z roku 2013 v Plzni                    |            | ForCity Classic        | —                                     | Maďarsko              | Miskolc                                        | 2013–2014      | 31         | obousměrný typ                                                                  | [ 52 ]                                    |
| 27T       | Škoda 27T z roku 2016 v Čching-tau               |            | —                      | CSR Y03                               | Čína                  | Čching-tao, Fo-šan                             | 2015–dosud     | ~50        | obousměrný typ, licenční výroba v Číně                                          |                                           |
| 28T       | Škoda 28T z roku 2013 v Plzni                    | 0–2        | ForCity Classic        | —                                     | Turecko               | Konya                                          | 2013–2015      | 73         | obousměrný typ                                                                  | [ 53 ] [ 54 ] [ 17 ]                      |
| 29T       | Škoda 29T z roku 2015 v Bratislavě               | 1–2        | ForCity Plus           | —                                     | Slovensko             | Bratislava                                     | 2015–2016      | 30         |                                                                                 | [ 55 ]                                    |
| 29T       | Škoda 29T z roku 2015 v Bratislavě               | 3          | ForCity Plus           | —                                     | Slovensko             | Bratislava                                     | 2023           | 20         |                                                                                 | [ 55 ]                                    |
| 30T       | Škoda 30T z roku 2015 v Bratislavě               | 0–2        | ForCity Plus           | —                                     | Slovensko             | Bratislava                                     | 2014–2015      | 30         | obousměrný typ                                                                  | [ 56 ]                                    |
| 30T       | Škoda 30T z roku 2015 v Bratislavě               | 3          | ForCity Plus           | —                                     | Slovensko             | Bratislava                                     | 2024           | 10         | obousměrný typ                                                                  | [ 56 ]                                    |
| Artic     | Artic z roku 2013 v Helsinkách                   |            | ForCity Smart          | —                                     | Finsko                | Helsinky                                       | 2013 2015–2019 | 2 70       | výroba v závodě Škoda Transtech, první dva bez podílu Škody                     | [ 57 ] [ 58 ]                             |
| Artic     | Artic z roku 2013 v Helsinkách                   | Německo    | ForCity Smart          | —                                     | Schöneiche bei Berlin | 2020                                           | 1              | [ 59 ]     | výroba v závodě Škoda Transtech, první dva bez podílu Škody                     |                                           |
| 35T       | Škoda 35T Forcity Classic v Saské Kamenici       |            | ForCity Classic        | —                                     | Německo               | Saská Kamenice                                 | 2018–2020      | 14         | obousměrný typ                                                                  | [ 21 ] [ 22 ]                             |
| Artic X34 |                                                  |            | ForCity Smart          | —                                     | Finsko                | Tampere                                        | 2020–dosud     | 27         | obousměrný typ, výroba v závodě Škoda Transtech                                 | [ 60 ]                                    |
| Artic X54 |                                                  |            | ForCity Smart          | —                                     | Finsko                | Helsinky                                       | 2021–dosud     | 30         | obousměrný typ, výroba v závodě Škoda Transtech                                 | [ 61 ]                                    |
| 36T       |                                                  |            | ForCity Smart          | RNT 2020                              | Německo               | Mannheim, Ludwigshafen am Rhein, Heidelberg    | 2022–dosud     | 9          | obousměrný typ, vlakotramvaj                                                    | [ 62 ] [ 63 ]                             |
| 37T       |                                                  |            | ForCity Smart          | RNT 2020                              | Německo               | Mannheim, Ludwigshafen am Rhein, Heidelberg    | 2023–dosud     | 37         | obousměrný typ, vlakotramvaj                                                    | [ 64 ] [ 63 ]                             |
| 38T       |                                                  |            | ForCity Smart          | RNT 2020                              | Německo               | Mannheim, Ludwigshafen am Rhein, Heidelberg    | 2024–dosud     | 4          | obousměrný typ, vlakotramvaj                                                    | [ 65 ] [ 63 ]                             |
| 39T       | Škoda 39T v Ostravě                              |            | ForCity Smart          | —                                     | Česko                 | Ostrava                                        | 2021–2024      | 38         |                                                                                 | [ 66 ]                                    |
| 40T       | Škoda 40T v Plzni                                | 0–2        | ForCity Smart          | —                                     | Česko                 | Plzeň                                          | 2021–dosud     | 20         | obousměrný typ                                                                  | [ 67 ]                                    |
| 41T       | Škoda 41T v Bonnu                                |            | ForCity Smart          | —                                     | Německo               | Bonn                                           | 2023–dosud     | 10         | obousměrný typ                                                                  | [ 68 ] [ 69 ] [ 70 ]                      |
| 45T       | Škoda 45T v Brně                                 |            | ForCity Smart          | —                                     | Česko                 | Brno                                           | 2022–dosud     | 10         | obousměrný typ                                                                  | [ 71 ]                                    |
| 46T       |                                                  |            | ForCity Plus           | —                                     | Německo               | Frankfurt nad Odrou                            | 2024–dosud     | 7          |                                                                                 | [ 72 ] [ 73 ]                             |
| 47T       |                                                  |            | ForCity Plus           | —                                     | Německo               | Chotěbuz                                       | 2024–dosud     | 5          |                                                                                 | [ 74 ] [ 73 ]                             |
| 48T       |                                                  |            | ForCity Plus           | —                                     | Německo               | Brandenburg an der Havel                       | 2024–dosud     | 2          |                                                                                 | [ 75 ] [ 73 ]                             |
| 49T       |                                                  |            | ForCity Classic        | —                                     | Itálie                | Bergamo                                        |                |            | obousměrný typ                                                                  | [ 76 ] [ 77 ]                             |
| 50T       |                                                  |            | ForCity Smart          | —                                     | Německo               | Kassel                                         |                |            | obousměrný typ                                                                  | [ 78 ] [ 79 ]                             |
| 52T       | Škoda 52T v Praze                                |            | ForCity Plus           | —                                     | Česko                 | Praha                                          | 2025–dosud     | 4          |                                                                                 | [ 80 ] [ 81 ]                             |
| ?         |                                                  |            | ForCity Smart          | —                                     | Německo               | Mohuč                                          |                |            |                                                                                 | [ 82 ]                                    |

Poznámka: Seznam je seřazen dle továrních typů, začíná tedy tramvají Škoda 01T a končí zatím posledním typem Škoda 52T. Řada mezi těmito dvěma modely ale není kompletní, neboť některé typy byly sice vyprojektovány, k jejich výrobě ale z různých příčin nedošlo (chybí tedy např. tramvaje Škoda 04T, 12T a další).
Za označením a fotografií typu se nachází sloupce „Série“, kde jsou uvedena (známá) čísla výrobních sérií, „Obchodní jméno“ a „Jiné typové označení“ (viz výše). Ve sloupcích „Stát“ a „Město“ jsou uvedeny provozy, kam byl daný typ dodáván (mimo prototypy v majetku výrobce). Následují sloupce „Roky výroby“, „Počet vozů“ vyrobených v rámci daného továrního typu a „Poznámky“. Poslední sloupec „Zdroj“ uvádí odkazy na zdroje informací k jednotlivým typům v tabulce.